# イオン二日市店
イオン二日市店（イオンふつかいちてん）は福岡県筑紫野市二日市北2丁目にある大型商業施設（ショッピングセンター）である。ダイエー時代の店番号は0488。

## 概要

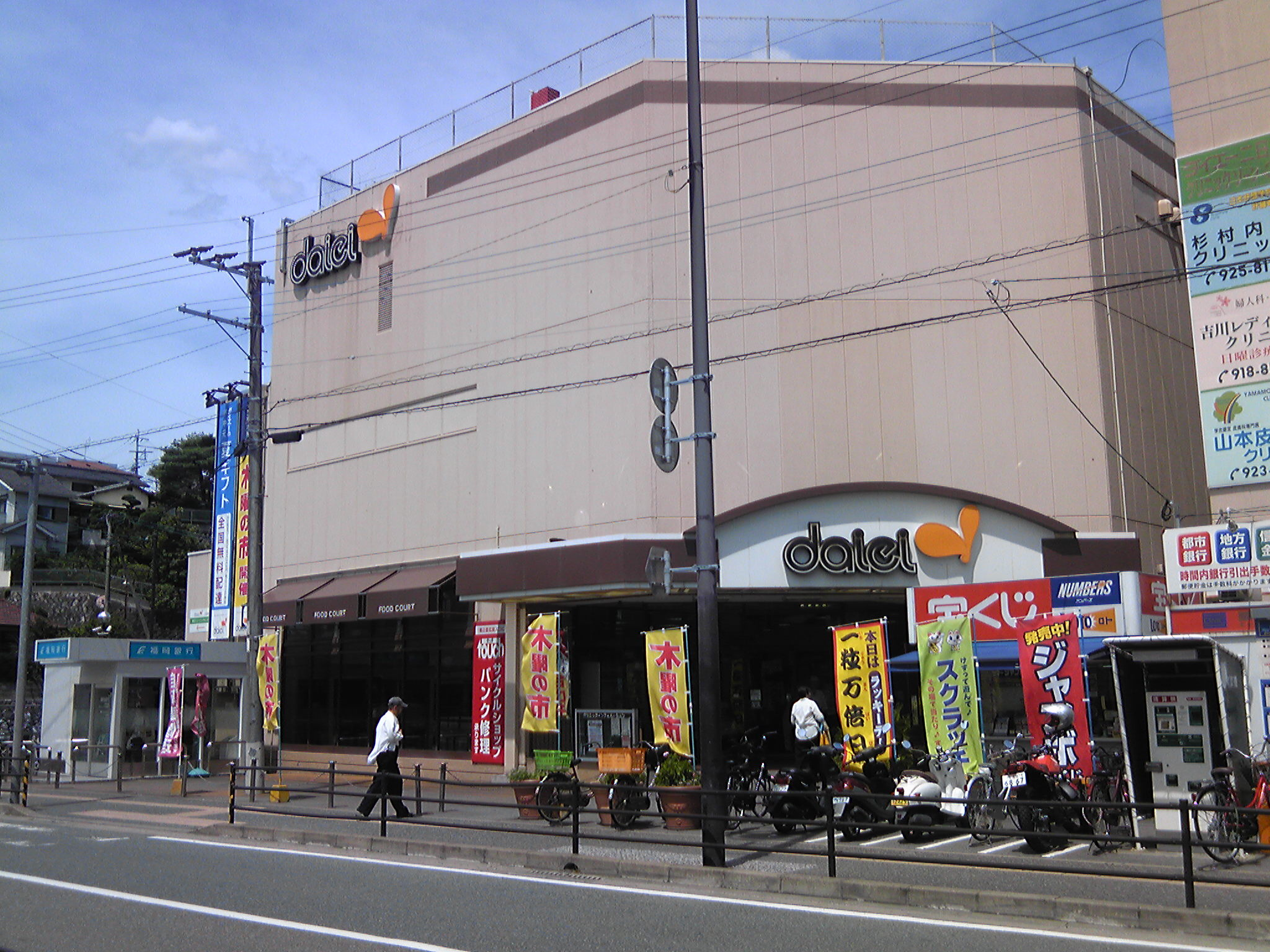
ダイエー時代の二日市店

西鉄二日市駅前、及び福岡県道581号観世音寺二日市線沿線に存在する。
開業当初はユニードブランドの「アピロス」として開業。1994年にユニードがダイエーに吸収合併されたことに伴い、「ダイエー」に業態変換した。
2015年9月1日にイオン九州に同店の営業権が承継され、「イオン二日市店」となった。

## フロア構成
| 階 | フロア概要                       |
| -- | -------------------------------- |
| 3F | 医療ゾーン・研修センターのフロア |
| 2F | 衣料品・SCゾーンのフロア         |
| 1F | 食品・日用品・生活用品のフロア   |

## テナント
出店全店舗一覧は公式サイト「フロアガイド」を参照。

## アクセス
- 西日本鉄道天神大牟田線 二日市駅東口前。